# 27349 Enos
27349 Enos è un asteroide della fascia principale. Scoperto nel 2000, presenta un'orbita caratterizzata da un semiasse maggiore pari a 2,6979224 UA e da un'eccentricità di 0,1068674, inclinata di 6,15677° rispetto all'eclittica.